# کتیبه میخی اورارتویی جوان‌قلعه
کتیبه میخی اورارتویی جوان‌قلعه مربوط به اورارتو است و در شهرستان عجب‌شیر، شهر جوان‌قلعه واقع شده و این اثر در تاریخ ۱۴ مرداد ۱۳۸۲ با شمارهٔ ثبت ۹۴۷۷ به‌عنوان یکی از آثار ملی ایران به ثبت رسیده است.